# Кардинал (Церковь Англии)

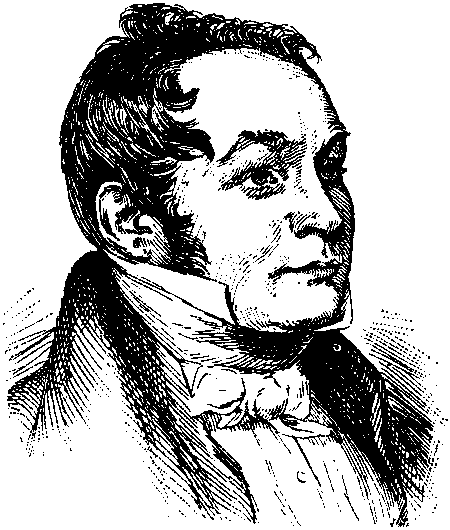
Зарисовка портрета Ричарда Бархэма, который являлся кардиналом собора св. Павла в 1820-х.

Кардинал в Церкви Англии — это титул, которым обладают двое высокопоставленных членов колледжа младших каноников (College of Minor Canons) собора св. Павла в Лондоне. Они известны как старший и младший кардиналы (Senior and Junior Cardinal). Данный термин использовался задолго до Английской реформации. В 1898 году был опубликован полный, на тот момент, список кардиналов.

## История и современность

### История титула
Использование титула «кардинал» восходит к тем временам, когда он ещё не обозначал высшее после Папы духовное лицо Католической церкви. Изначально он мог использоваться по отношению к любому священнику, инкардинированному или приписанному к приходской церкви.
Документ Папы Урбана VI от 1378 года говорит о duo deputati ab antiquo, qui cardinales vocantur («двое представителей, кардиналами называемые»). Согласно положению устава собора от 1396 года, они должны «посещать больных и заботиться о них так часто, как это необходимо». Двое кардиналов, руководивших хором, получали средства от пожертвований, собранных во время юбилейных Месс и реквиемов, совершаемых в соборе. К ним обращались за разъяснениями литургических вопросов, как, например, в случае с вопросом о допустимости использования гимна Verbum supernum, который был поднят в период введения Сарумского обихода римского обряда в соборе св. Павла в середине XV века. Их право служить на главном алтаре собора (в случае отсутствия декана (настоятеля) или старших каноников) был уникальным явлением для церковной жизни Англии. Более того, младший кардинал имел особую обязанность посещения больных и преподания им Святого Причастия, что было достаточно опасным в периоды нашествия чумы и эпидемий прочих болезней. В качестве награды за это кардиналы получали двойную плату деньгами, хлебом и элем из общего фонда колледжа. Викторианский поэт и священник Ричарда Бархэма был обладателем этого титула.

### Современное использование
На сегодняшний день обладателями титула являются Сара Эйнстон (Sarah Eynstone; капеллан) и Розмари Мортон (Rosemary Morton; заместитель регента хора) — священнослужительницы в соборе св. Павла. Эти клирики, а также Кардинал-ректор (Cardinal Rector; или Кардинал-настоятель) церкви св. Магнуса Мученика (в честь св. Магнуса Эрлендссона; располагается рядом с Лондонским мостом), являются единственными священнослужителями Церкви Англии, которые имеют право носить этот титул.